# Великосолонцовский сельский совет (Новосанжарский район)
Великосолонцовский сельский совет (укр. Великосолонцівська сільська рада) — входит в состав
Новосанжарского района
Полтавской области
Украины.
Административный центр сельского совета находится в 
с. Великие Солонцы.

## Населённые пункты совета
- с. Великие Солонцы
- с. Пологи-Низ